# Copa de Alemania 2024-25
La DFB-Pokal 2024-25 fue la 82.ª edición de esta competición anual de la Copa de Alemania. Inició el 16 de agosto de 2024 con la primera ronda y finalizó el 24 de mayo de 2025 en el estadio Olímpico de Berlín. El campeón participará en la Supercopa de Alemania 2025 y en la Liga Europa de la UEFA 2025-26. El Bayer Leverkusen fue el campeón defensor.

## Calendario
Todos los sorteos generalmente se realizaron en el Museo Alemán de Fútbol en Dortmund, en domingo por la noche a las 18:30 después de cada ronda (a menos que se indicaba lo contrario). Los sorteos fueron televisados por ARD y Sportschau. A partir de los cuartos de final, el sorteo de DFB-Pokal Femenina también se llevó a cabo al mismo tiempo. Las diferentes rondas fueron programadas de la siguiente forma:
| Ronda            | Fecha de sorteo         | Partidos                                        |
| ---------------- | ----------------------- | ----------------------------------------------- |
| Primera ronda    | 1 de junio de 2024      | 16 al 28 de agosto de 2024                      |
| Segunda ronda    | 1 de septiembre de 2024 | 29–30 de octubre de 2024                        |
| Octavos de final | 3 de noviembre de 2024  | 3–4 de diciembre de 2024                        |
| Cuartos de final | 8 de diciembre de 2024  | 4 al 26 de febrero de 2025                      |
| Semifinales      | 2 de marzo de 2025      | 1–2 de abril de 2025                            |
| Final            | 2 de marzo de 2025      | 24 de mayo de 2025 en el Olympiastadion, Berlín |

## Equipos participantes
Participaron 64 equipos: los 18 equipos de la 1. Bundesliga 2023-24, los 18 equipos de la 2. Bundesliga 2023-24, los cuatro mejores equipos de la 3. Liga 2023-24 y 24 equipos de las 21 Copas Regionales 2023-24, (las Copas Regionales Westfalia, Baviera y Baja Sajonia tuvieron dos representantes cada una, las otras Copas Regionales solo uno).
| Bundesliga Los 18 clubes de la temporada 2023-24. | 2. Bundesliga Los 18 clubes de la temporada 2023-24. | 3. Liga Los mejores 4 clubes de la temporada 2023-24. |
| - Augsburgo - Bayer Leverkusen - Bayern Múnich - Bochum - Borussia Dortmund - Borussia Mönchengladbach - Colonia - Darmstadt 98 - Eintracht Fráncfort - Friburgo - Heidenheim - Hoffenheim - Mainz 05 - RB Leipzig - Stuttgart - Unión Berlín - Werder Bremen - Wolfsburgo | - Eintracht Brunswick - Elversberg - Fortuna Düsseldorf - Greuther Fürth - Hamburgo - Hannover 96 - Hansa Rostock - Hertha Berlín - Holstein Kiel - Kaiserslautern - Karlsruher - Magdeburgo - Núremberg - Osnabrück - Paderborn 07 - San Pauli - Schalke 04 - Wehen Wiesbaden | - Ulm - Preußen Münster - Jahn Ratisbona - Dinamo Dresde |
| Representativos de las asociaciones regionales Los 24 representativos de 21 asociaciones regionales de la DFB, clasificaron a través de Copas Regionales 2023-24. | | |
| - Baden Sandhausen - Baviera Ingolstadt 04 (GC) Würzburger Kickers (RL) - Berlín Viktoria Berlín - Brandeburgo Energie Cottbus - Bremen Bremer - Hamburgo Teutonia Ottensen - Hesse Kickers Offenbach                                                                      | - Baja Renania Rot-Weiss Essen - Baja Sajonia Meppen (3L/RL) Hildesheim (AM) - Mecklenburgo-Pomerania Greifswalder - Renania Media Alemannia Aachen - Renania Coblenza - Sarre Saarbrücken - Sajonia Erzgebirge Aue                                                            | - Sajonia-Anhalt Hallescher - Schleswig-Holstein Phönix Lübeck - Baden del Sur Villingen - Suroeste Schott Mainz - Turingia Carl Zeiss Jena - Westfalia Arminia Bielefeld (GC) Sportfreunde Lotte (OL) - Wurtemberg Aalen |

## Formato

### Participación
La DFB-Pokal comenzó con una ronda de 64 equipos. Los 36 equipos de la Bundesliga y 2. Bundesliga, junto con los 4 primeros clasificados de la 3. Liga se clasificaron automáticamente para el torneo. De los restantes cupos, 21 se otorgaron a los ganadores de las copas de las asociaciones regionales de fútbol, el Verbandspokal o Copas Regionales. Los 3 cupos restantes se asignaron a las tres asociaciones regionales con la mayoría de los equipos, que fueron Baviera, Baja Sajonia y Westfalia. El equipo amateur mejor clasificado de Regionalliga Bayern recibió el lugar para Baviera. Para Baja Sajonia, la Copa de Baja Sajonia se dividió en dos llaves: uno para 3. Liga y Regionalliga Nord, y el otro para equipos amateur. Los ganadores de cada llave clasificaron. Para Westfalia, el ganador de un play-off entre el equipo mejor clasificado de la Regionalliga West y la Oberliga Westfalen también se clasificó. Como cada equipo tuvo derecho a participar en torneos locales que clasificaron para las copas de la asociación, cada equipo pudo, en principio, competir en el DFB-Pokal. Los equipos de reserva y las secciones de fútbol combinadas no podían entrar, junto con dos equipos de la misma asociación o corporación.

### Sorteo
Los sorteos para las diferentes rondas se realizaron de la siguiente manera: 
Para la primera ronda, los equipos participantes se dividieron en dos bombos de 32 equipos cada uno. El primer bombo contuvo todos los equipos que se han clasificado a través de sus competiciones de copa regionales, los mejores cuatro equipos de la 3. Liga y los cuatro equipos inferiores de la 2. Bundesliga. Cada equipo de este bombo fue emparejado con un equipo del segundo bombo, que contuvo todos los equipos profesionales restantes (todos los equipos de la Bundesliga y los catorce equipos restantes de la 2. Bundesliga). Los equipos del primer bombo se establecieron como el equipo local en el proceso del sorteo.
El escenario de dos bombos también se aplicó para la segunda ronda, con los restantes equipos de la 3. Liga y/o equipo(s) amateur(s) en el primer bombo y los restantes equipos de la Bundesliga y 2. Bundesliga en el otro bombo. Una vez más, la 3. Liga y/o equipo(s) amateur(s) sirvieron como anfitriones. Sin embargo, esta vez los bombos no tuvieron que ser de la misma cantidad, dependiendo de los resultados de la primera ronda. Teóricamente, incluso era posible que haya un solo bombo, si todos los equipos de uno de los bombos de la primera ronda vencían a todos los demás en el segundo bombo. Una vez que un bombo estuviera vacío, los pares restantes se extraerían del otro bombo con el primer equipo sorteado para un partido que sirviera como anfitriones.
Para las rondas restantes, el sorteo se realizó desde un solo bote. Cualquier equipo de la 3. Liga y/o equipo(s) amateur(s) sería el equipo local si se emparejaba contra un equipo profesional. En todos los demás casos, el primer equipo seleccionado sirvió como anfitrión.

### Sistema de juego
Los equipos se enfrentaron en un solo partido por ronda. En caso de empate en tiempo reglamentario, se añadieron dos tiempos suplementarios de quince minutos cada uno y si el encuentro seguía igualado, la tanda de penaltis definió que equipo avanzaba a la siguiente fase. Un total de siete jugadores podían aparecer en el banco de suplentes, y se permitían hasta tres sustituciones durante los 90 minutos. Después de la aprobación por la IFAB en 2016, se permitió el uso de un sustituto extra en el tiempo suplementario. A partir de los cuartos de final, un árbitro asistente de video fue designado para todos los partidos de DFB-Pokal. Aunque técnicamente era posible, el VAR no se utilizó para los partidos en casa de los clubes de la Bundesliga antes de los cuartos de final para brindar un enfoque uniforme a todos los partidos.

### Clasificación
El ganador de la DFB-Pokal obtuvo la calificación automática para la fase de liga de la edición del próximo año de la Liga Europa de la UEFA. Si ya se habían clasificado para la Liga de Campeones de la UEFA a través de la posición en la Bundesliga, el puesto iba al equipo en sexto lugar, y la segunda ronda de clasificación de la liga sería para el equipo en séptimo lugar. El ganador también recibió la Supercopa de Alemania al comienzo de la próxima temporada, y se enfrentó al campeón de la Bundesliga del año anterior, a menos que el mismo equipo ganaba la Bundesliga y la DFB-Pokal, completando un doblete. En ese caso, el subcampeón de la Bundesliga tomaba el lugar y el anfitrión en su lugar.
El fixture fue el siguiente:

## Partidos
Se llevaron a cabo un total de sesenta y tres partidos, comenzando con la primera ronda el 16 de agosto de 2024 y culminando con la final el 24 de mayo de 2025 en el Olympiastadion en Berlín.
Los horarios hasta el 27 de octubre de 2024 y desde el 30 de marzo de 2025 fueron CEST (UTC+2). Los horarios del 28 de octubre de 2024 al 29 de marzo de 2025 fueron CET (UTC+1).

### Primera ronda
El sorteo de la primera ronda se celebró el 1 de junio de 2024 a las 18:30 con Nils Petersen sorteando los partidos. Treinta partidos tuvieron lugar del 16 al 19 de agosto de 2024, los restantes dos partidos que involucraron a los participantes de la Supercopa 2024 (jugada el 17 de agosto), tuvieron lugar el 27 y 28 de agosto de 2024.
| 16 de agosto de 2024 | Würzburger Kickers                   | 2:2 (1:1, 1:1) (t. s.)(3:5 p.) | Hoffenheim                                    | Akon Arena, Wurzburgo                                       |                                                             |
| 18:00                | Küc 11' · Hannemann 100'             | DFB Reporte Soccerway Reporte  | Farahnak 19' (a.g.) · Bülter 107'             | Asistencia: 12 000 espectadores Árbitro(s): Martin Petersen | Asistencia: 12 000 espectadores Árbitro(s): Martin Petersen |
|                      |                                      | Tiros desde el punto penal     |                                               |                                                             |                                                             |
|                      | Hannemann · Wessig · Meisel · Zaiser |                                | Kramarić · Berisha · Bülter · Stach · Justvan |                                                             |                                                             |

| 16 de agosto de 2024 | Wehen Wiesbaden | 1:3 (1:1, 1:0) (t. s.)        | Mainz 05                                | BRITA-Arena, Wiesbaden                                     |                                                            |
| 18:00                | Gözüsirin 15'   | DFB Reporte Soccerway Reporte | Kohr 59' · Burkardt 113' · Amiri 120+1' | Asistencia: 12 500 espectadores Árbitro(s): Richard Hempel | Asistencia: 12 500 espectadores Árbitro(s): Richard Hempel |

| 16 de agosto de 2024 | Hallescher                | 2:3 (2:2, 1:0) (t. s.)        | San Pauli                                    | Leuna-Chemie-Stadion, Halle                                |                                                            |
| 18:00                | Akono 11' · Hauptmann 62' | DFB Reporte Soccerway Reporte | Eggestein 48' · Dźwigała 90+4' · Ritzka 110' | Asistencia: 14 000 espectadores Árbitro(s): Daniel Siebert | Asistencia: 14 000 espectadores Árbitro(s): Daniel Siebert |

| 16 de agosto de 2024 | Ulm | 0:4 (0:2)                     | Bayern Múnich                            | Donaustadion, Ulm                                          |                                                            |
| 20:45                |     | DFB Reporte Soccerway Reporte | Müller 12', 14' · Coman 79' · Kane 90+3' | Asistencia: 17 400 espectadores Árbitro(s): Sven Jablonski | Asistencia: 17 400 espectadores Árbitro(s): Sven Jablonski |

| 17 de agosto de 2024 | Schott Mainz | 0:2 (0:1)                     | Greuther Fürth           | Bruchwegstadion, Maguncia                              |                                                        |
| 13:00                |              | DFB Reporte Soccerway Reporte | Srbeny 8' · Mustapha 82' | Asistencia: 4235 espectadores Árbitro(s): Felix Prigan | Asistencia: 4235 espectadores Árbitro(s): Felix Prigan |

| 17 de agosto de 2024 | Erzgebirge Aue | 1:3 (1:1)                     | Borussia Mönchengladbach          | Erzgebirgsstadion, Aue                                         |                                                                |
| 13:00                | Clausen 8'     | DFB Reporte Soccerway Reporte | Honorat 35' · Netz 52' · Pléa 70' | Asistencia: 14 811 espectadores Árbitro(s): Florian Badstübner | Asistencia: 14 811 espectadores Árbitro(s): Florian Badstübner |

| 17 de agosto de 2024 | Greifswalder | 0:1 (0:0)                     | Unión Berlín  | Volksstadion Greifswald, Greifswald                   |                                                       |
| 15:30                |              | DFB Reporte Soccerway Reporte | Vertessen 67' | Asistencia: 4990 espectadores Árbitro(s): Lukas Benen | Asistencia: 4990 espectadores Árbitro(s): Lukas Benen |

| 17 de agosto de 2024 | Villingen | 0:4 (0:1)                     | Heidenheim                         | MS-Technologie-Arena, Villingen                           |                                                           |
| 15:30                |           | DFB Reporte Soccerway Reporte | Breunig 43', 48', 53' · Wanner 52' | Asistencia: 6800 espectadores Árbitro(s): Fabienne Michel | Asistencia: 6800 espectadores Árbitro(s): Fabienne Michel |

| 17 de agosto de 2024 | Rot-Weiss Essen | 1:4 (1:2)                     | RB Leipzig                                     | Stadion an der Hafenstraße, Essen                             |                                                               |
| 15:30                | Safi 2'         | DFB Reporte Soccerway Reporte | Šeško 12' · Openda 40' · Nusa 84' · Simons 88' | Asistencia: 17 000 espectadores Árbitro(s): Christian Dingert | Asistencia: 17 000 espectadores Árbitro(s): Christian Dingert |

| 17 de agosto de 2024 | Ingolstadt 04 | 1:2 (0:2)                     | Kaiserslautern | Audi Sportpark, Ingolstadt                              |                                                         |
| 15:30                | Malone 88'    | DFB Reporte Soccerway Reporte | Mause 3', 36'  | Asistencia: 12 000 espectadores Árbitro(s): Robin Braun | Asistencia: 12 000 espectadores Árbitro(s): Robin Braun |

| 17 de agosto de 2024 | Aalen | 0:2 (0:1)                     | Schalke 04             | Städtisches Waldstadion, Aalen                          |                                                         |
| 15:30                |       | DFB Reporte Soccerway Reporte | Karaman 31' · Mohr 68' | Asistencia: 10 850 espectadores Árbitro(s): Felix Brych | Asistencia: 10 850 espectadores Árbitro(s): Felix Brych |

| 17 de agosto de 2024 | Osnabrück | 0:4 (0:2)                     | Friburgo                                 | Stadion an der Bremer Brücke, Osnabrück                    |                                                            |
| 15:30                |           | DFB Reporte Soccerway Reporte | Holer 30' · Grifo 34' · Adamu 73', 90+4' | Asistencia: 15 500 espectadores Árbitro(s): Tobias Reichel | Asistencia: 15 500 espectadores Árbitro(s): Tobias Reichel |

| 17 de agosto de 2024 | Alemannia Aachen            | 2:3 (1:1)                     | Holstein Kiel                      | New Tivoli Stadion, Aquisgrán                              |                                                            |
| 18:00                | Hanraths 28' · Benschop 60' | DFB Reporte Soccerway Reporte | Machino 16' · Rosenboom 82', 90+1' | Asistencia: 29 555 espectadores Árbitro(s): Michael Bacher | Asistencia: 29 555 espectadores Árbitro(s): Michael Bacher |

| 17 de agosto de 2024 | Arminia Bielefeld      | 2:0 (2:0)                     | Hannover 96 | SchücoArena, Bielefeld                                      |                                                             |
| 18:00                | Becker 14' · Oppie 21' | DFB Reporte Soccerway Reporte |             | Asistencia: 27 500 espectadores Árbitro(s): Robert Hartmann | Asistencia: 27 500 espectadores Árbitro(s): Robert Hartmann |

| 17 de agosto de 2024 | Phönix Lübeck | 1:4 (0:3)                     | Borussia Dortmund                                         | Volksparkstadion, Hamburgo                            |                                                       |
| 18:00                | Iloka 55'     | DFB Reporte Soccerway Reporte | Anton 3' · Can 31' (pen.) · Brandt 45+1' · Duranville 62' | Asistencia: 50 971 espectadores Árbitro(s): Max Burda | Asistencia: 50 971 espectadores Árbitro(s): Max Burda |

| 18 de agosto de 2024 | Viktoria Berlín | 1:4 (1:1)                     | Augsburgo                                              | Stadion Lichterfelde, Berlín                            |                                                         |
| 13:00                | Liu 4'          | DFB Reporte Soccerway Reporte | Rexhbecaj 33' · Essende 53' · Dorsch 87' · Tietz 90+2' | Asistencia: 8000 espectadores Árbitro(s): Eric Weisbach | Asistencia: 8000 espectadores Árbitro(s): Eric Weisbach |

| 18 de agosto de 2024 | Saarbrücken                        | 1:1 (1:1, 0:1) (t. s.)(3:5 p.) | Núremberg                                  | Ludwigsparkstadion, Saarbrücken                             |                                                             |
| 13:00                | Brünker 80'                        | DFB Reporte Soccerway Reporte  | Ševčík 12'                                 | Asistencia: 18 000 espectadores Árbitro(s): Bastian Dankert | Asistencia: 18 000 espectadores Árbitro(s): Bastian Dankert |
|                      |                                    | Tiros desde el punto penal     |                                            |                                                             |                                                             |
|                      | Rizzuto · Civeja · Zeitz · Brünker |                                | Duman · Flick · Serra · Schleimer · Lubach |                                                             |                                                             |

| 18 de agosto de 2024 | Teutonia Ottensen | 1:3 (0:2)                     | Darmstadt 98                                           | Millerntor-Stadion, Hamburgo                              |                                                           |
| 15:30                | Stark 49'         | DFB Reporte Soccerway Reporte | Klefisch 19' · Nürnberger 28' (pen.) · Vilhelmsson 62' | Asistencia: 5000 espectadores Árbitro(s): Florian Lechner | Asistencia: 5000 espectadores Árbitro(s): Florian Lechner |

| 18 de agosto de 2024 | Jahn Ratisbona | 1:0 (0:0)                     | Bochum | Jahnstadion Regensburg, Ratisbona                        |                                                          |
| 15:30                | Ballas 70'     | DFB Reporte Soccerway Reporte |        | Asistencia: 12 000 espectadores Árbitro(s): Florian Heft | Asistencia: 12 000 espectadores Árbitro(s): Florian Heft |

| 18 de agosto de 2024 | Bremer | 0:4 (0:1)                     | Paderborn 07                                   | Stadion am Panzenberg, Bremen                             |                                                           |
| 15:30                |        | DFB Reporte Soccerway Reporte | Grimaldi 21', 58' · Castañeda 51' · Michel 52' | Asistencia: 3500 espectadores Árbitro(s): Martin Speckner | Asistencia: 3500 espectadores Árbitro(s): Martin Speckner |

| 18 de agosto de 2024 | Hildesheim | 0:7 (0:3)                     | Elversberg | Friedrich-Ebert-Stadion, Hildesheim                     |                                                         |
| 15:30                |            | DFB Reporte Soccerway Reporte | Schnellbacher 17' · Fellhauer 32' · Schulze 43' (a.g.) · Stock 51' · Schmahl 62' · Sickinger 76' · Boyamba 78' | Asistencia: 5000 espectadores Árbitro(s): Assad Nouhoum | Asistencia: 5000 espectadores Árbitro(s): Assad Nouhoum |

| 18 de agosto de 2024 | Sandhausen                      | 2:3 (2:2, 0:2) (t. s.)        | Colonia                             | GP Stadion am Hardtwald, Sandhausen                      |                                                          |
| 15:30                | Halimi 59' (pen.) · Meier 90+6' | DFB Reporte Soccerway Reporte | Pauli 20' · Maina 34' · Olesen 116' | Asistencia: 5000 espectadores Árbitro(s): Benjamin Brand | Asistencia: 5000 espectadores Árbitro(s): Benjamin Brand |

| 18 de agosto de 2024 | Hansa Rostock | 1:5 (0:1)                     | Hertha Berlín                                                   | Ostseestadion, Rostock                                      |                                                             |
| 15:30                | Berisha 46'   | DFB Reporte Soccerway Reporte | Scherhant 38' · Maza 66' · Winkler 75' · Niederlechner 85', 88' | Asistencia: 25 000 espectadores Árbitro(s): Robert Schröder | Asistencia: 25 000 espectadores Árbitro(s): Robert Schröder |

| 18 de agosto de 2024 | Dinamo Dresde              | 2:0 (1:0)                     | Fortuna Düsseldorf | Rudolf-Harbig-Stadion, Dresde                                |                                                              |
| 18:00                | Daferner 18' · Meißner 68' | DFB Reporte Soccerway Reporte |                    | Asistencia: 30 000 espectadores Árbitro(s): Sascha Stegemann | Asistencia: 30 000 espectadores Árbitro(s): Sascha Stegemann |

| 18 de agosto de 2024 | Sportfreunde Lotte | 0:5 (0:2)                     | Karlsruher                                                               | Stadion am Lotter Kreuz, Lotte                            |                                                           |
| 18:00                |                    | DFB Reporte Soccerway Reporte | Herold 2' · Wanitzek 21' · Sabah 49' (a.g.) · Zivzivadze 69' · Conté 82' | Asistencia: 4637 espectadores Árbitro(s): Konrad Oldhafer | Asistencia: 4637 espectadores Árbitro(s): Konrad Oldhafer |

| 18 de agosto de 2024 | Meppen        | 1:7 (0:2)                     | Hamburgo                                                                             | Hänsch-Arena, Meppen                                     |                                                          |
| 18:00                | Haritonov 90' | DFB Reporte Soccerway Reporte | Pherai 17', 59' · Muheim 31' · Selke 56' · Baldé 71' · Pünt 80' (a.g.) · Glatzel 89' | Asistencia: 12 959 espectadores Árbitro(s): Felix Zwayer | Asistencia: 12 959 espectadores Árbitro(s): Felix Zwayer |

| 19 de agosto de 2024 | Energie Cottbus | 1:3 (0:2)                     | Werder Bremen      | Stadion der Freundschaft, Cottbus                       |                                                         |
| 18:00                | Rorig 70'       | DFB Reporte Soccerway Reporte | Topp 32', 37', 55' | Asistencia: 20 000 espectadores Árbitro(s): Harm Osmers | Asistencia: 20 000 espectadores Árbitro(s): Harm Osmers |

| 19 de agosto de 2024 | Coblenza | 0:1 (0:1)                     | Wolfsburgo | Stadion Oberwerth, Coblenza                            |                                                        |
| 18:00                |          | DFB Reporte Soccerway Reporte | Wimmer 15' | Asistencia: 9447 espectadores Árbitro(s): Sören Storks | Asistencia: 9447 espectadores Árbitro(s): Sören Storks |

| 19 de agosto de 2024 | Kickers Offenbach       | 2:1 (1:0)                     | Magdeburgo | Stadion am Bieberer Berg, Offenbach                     |                                                         |
| 18:00                | Sorge 31' · Mustafa 74' | DFB Reporte Soccerway Reporte | Kaars 54'  | Asistencia: 16 847 espectadores Árbitro(s): Patrick Alt | Asistencia: 16 847 espectadores Árbitro(s): Patrick Alt |

| 19 de agosto de 2024 | Eintracht Brunswick | 1:4 (0:0)                     | Eintracht Fráncfort                           | Eintracht-Stadion, Brunswick                              |                                                           |
| 20:45                | Szabó 89'           | DFB Reporte Soccerway Reporte | Chaïbi 52' · Ekitike 56', 61' · Matanović 88' | Asistencia: 21 201 espectadores Árbitro(s): Florian Exner | Asistencia: 21 201 espectadores Árbitro(s): Florian Exner |

| 27 de agosto de 2024 | Preußen Münster | 0:5 (0:3)                     | Stuttgart                                                                     | Preußenstadion, Münster                                         |                                                                 |
| 20:45                |                 | DFB Reporte Soccerway Reporte | Stiller 7' · Demirović 15' · Stenzel 35' · Woltemade 72' · Karazor 80' (pen.) | Asistencia: 12 672 espectadores Árbitro(s): Matthias Jöllenbeck | Asistencia: 12 672 espectadores Árbitro(s): Matthias Jöllenbeck |

| 28 de agosto de 2024 | Carl Zeiss Jena | 0:1 (0:0)                     | Bayer Leverkusen | Ernst-Abbe-Sportfeld, Jena                              |                                                         |
| 20:45                |                 | DFB Reporte Soccerway Reporte | Hofmann 52'      | Asistencia: 15 000 espectadores Árbitro(s): Tobias Welz | Asistencia: 15 000 espectadores Árbitro(s): Tobias Welz |

### Segunda ronda
El sorteo de la segunda ronda se celebró el 1 de septiembre de 2024 con Sonja Greinacher sorteando los partidos. Dieciséis partidos tuvieron lugar el 29 y 30 de octubre de 2024.
| 29 de octubre de 2024 | Bayer Leverkusen           | 3:0 (3:0)                     | Elversberg | BayArena, Leverkusen                                       |                                                            |
| 18:00                 | Schick 2', 9' · García 36' | DFB Reporte Soccerway Reporte |            | Asistencia: 29 787 espectadores Árbitro(s): Benjamin Brand | Asistencia: 29 787 espectadores Árbitro(s): Benjamin Brand |

| 29 de octubre de 2024 | Kickers Offenbach | 0:2 (0:0)                     | Karlsruher                  | Stadion am Bieberer Berg, Offenbach                    |                                                        |
| 18:00                 |                   | DFB Reporte Soccerway Reporte | Zivzivadze 62' · Beifus 72' | Asistencia: 20 071 espectadores Árbitro(s): Lars Erbst | Asistencia: 20 071 espectadores Árbitro(s): Lars Erbst |

| 29 de octubre de 2024 | Augsburgo                                    | 3:0 (1:0)                     | Schalke 04 | WWK Arena, Augsburgo                                         |                                                              |
| 18:00                 | Claude-Maurice 26' · Maier 87' · Essende 90' | DFB Reporte Soccerway Reporte |            | Asistencia: 27 511 espectadores Árbitro(s): Frank Willenborg | Asistencia: 27 511 espectadores Árbitro(s): Frank Willenborg |

| 29 de octubre de 2024 | RB Leipzig                                    | 4:2 (3:1)                     | San Pauli                  | Red Bull Arena, Leipzig                                  |                                                          |
| 18:00                 | Poulsen 12', 30' · Baumgartner 17' · Nusa 80' | DFB Reporte Soccerway Reporte | Guilavogui 28' · Smith 58' | Asistencia: 40 478 espectadores Árbitro(s): Felix Zwayer | Asistencia: 40 478 espectadores Árbitro(s): Felix Zwayer |

| 29 de octubre de 2024 | Stuttgart                   | 2:1 (1:1)                     | Kaiserslautern    | MHPArena, Stuttgart                                         |                                                             |
| 20:45                 | Woltemade 14' · Führich 76' | DFB Reporte Soccerway Reporte | Tomiak 43' (pen.) | Asistencia: 60 000 espectadores Árbitro(s): Daniel Schlager | Asistencia: 60 000 espectadores Árbitro(s): Daniel Schlager |

| 29 de octubre de 2024 | Colonia                              | 3:0 (1:0)                     | Holstein Kiel | RheinEnergieStadion, Colonia                                |                                                             |
| 20:45                 | Lemperle 8' · Waldschmidt 84', 90+7' | DFB Reporte Soccerway Reporte |               | Asistencia: 50 000 espectadores Árbitro(s): Bastian Dankert | Asistencia: 50 000 espectadores Árbitro(s): Bastian Dankert |

| 29 de octubre de 2024 | Wolfsburgo | 1:0 (0:0, 0:0) (t. s.)        | Borussia Dortmund | Volkswagen-Arena, Wolfsburgo                               |                                                            |
| 20:45                 | Wind 117'  | DFB Reporte Soccerway Reporte |                   | Asistencia: 30 000 espectadores Árbitro(s): Daniel Siebert | Asistencia: 30 000 espectadores Árbitro(s): Daniel Siebert |

| 29 de octubre de 2024 | Jahn Ratisbona | 1:0 (1:0)                     | Greuther Fürth | Jahnstadion Regensburg, Ratisbona                     |                                                       |
| 20:45                 | Bulić 59'      | DFB Reporte Soccerway Reporte |                | Asistencia: 10 500 espectadores Árbitro(s): Tom Bauer | Asistencia: 10 500 espectadores Árbitro(s): Tom Bauer |

| 30 de octubre de 2024 | Friburgo                      | 2:1 (2:0)                     | Hamburgo    | Europa-Park Stadion, Friburgo                           |                                                         |
| 18:00                 | Ginter 19' · Grifo 44' (pen.) | DFB Reporte Soccerway Reporte | Meffert 51' | Asistencia: 34 500 espectadores Árbitro(s): Felix Brych | Asistencia: 34 500 espectadores Árbitro(s): Felix Brych |

| 30 de octubre de 2024 | Hertha Berlín                | 2:1 (1:0)                     | Heidenheim   | Estadio Olímpico, Berlín                                  |                                                           |
| 18:00                 | Scherhant 16' · Cuisance 74' | DFB Reporte Soccerway Reporte | Schimmer 89' | Asistencia: 44 135 espectadores Árbitro(s): Robert Kampka | Asistencia: 44 135 espectadores Árbitro(s): Robert Kampka |

| 30 de octubre de 2024 | Eintracht Fráncfort          | 2:1 (1:0)                     | Borussia Mönchengladbach | Deutsche Bank Park, Fráncfort                                   |                                                                 |
| 18:00                 | Ekitike 45+2' · Marmoush 70' | DFB Reporte Soccerway Reporte | Itakura 47'              | Asistencia: 58 000 espectadores Árbitro(s): Matthias Jöllenbeck | Asistencia: 58 000 espectadores Árbitro(s): Matthias Jöllenbeck |

| 30 de octubre de 2024 | Paderborn 07 | 0:1 (0:1)                     | Werder Bremen | Home Deluxe Arena, Paderborn                          |                                                       |
| 18:00                 |              | DFB Reporte Soccerway Reporte | Ducksch 30'   | Asistencia: 15 000 espectadores Árbitro(s): Max Burda | Asistencia: 15 000 espectadores Árbitro(s): Max Burda |

| 30 de octubre de 2024 | Arminia Bielefeld     | 2:0 (1:0)                     | Unión Berlín | SchücoArena, Bielefeld                                          |                                                                 |
| 20:45                 | Wörl 12' · Becker 71' | DFB Reporte Soccerway Reporte |              | Asistencia: 26 117 espectadores Árbitro(s): Wolfgang Haslberger | Asistencia: 26 117 espectadores Árbitro(s): Wolfgang Haslberger |

| 30 de octubre de 2024 | Hoffenheim                 | 2:1 (1:0)                     | Núremberg  | PreZero Arena, Sinsheim                                 |                                                         |
| 20:45                 | Tabaković 27' · Chaves 71' | DFB Reporte Soccerway Reporte | Emreli 47' | Asistencia: 18 001 espectadores Árbitro(s): Timo Gerach | Asistencia: 18 001 espectadores Árbitro(s): Timo Gerach |

| 30 de octubre de 2024 | Dinamo Dresde      | 2:3 (2:2, 0:0) (t. s.)        | Darmstadt 98                                   | Rudolf-Harbig-Stadion, Dresde                              |                                                            |
| 20:45                 | Lemmer 84', 90+10' | DFB Reporte Soccerway Reporte | Vukotić 56' · Kempe 90+2' (pen.) · Lidberg 98' | Asistencia: 30 070 espectadores Árbitro(s): Tobias Stieler | Asistencia: 30 070 espectadores Árbitro(s): Tobias Stieler |

| 30 de octubre de 2024 | Mainz 05 | 0:4 (0:4)                     | Bayern Múnich                       | Mewa Arena, Maguncia                                         |                                                              |
| 20:45                 |          | DFB Reporte Soccerway Reporte | Musiala 2', 37', 45+4' · Sané 45+1' | Asistencia: 33 305 espectadores Árbitro(s): Sascha Stegemann | Asistencia: 33 305 espectadores Árbitro(s): Sascha Stegemann |

### Cuadro de desarrollo
|  | Octavos de final    | Octavos de final   |                          |       | Cuartos de final   | Cuartos de final   |  |  | Semifinales    | Semifinales    |  |  | Final      | Final      |
|  | 3 y 4 de diciembre  | 3 y 4 de diciembre |                          |       | 4 al 26 de febrero | 4 al 26 de febrero |  |  | 1 y 2 de abril | 1 y 2 de abril |  |  | 24 de mayo | 24 de mayo |
|  |                     |                    |                          |       |                    |                    |  |  |                |                |  |  |            |            |
|  |                     |                    |                          |       |                    |                    |  |  |                |                |  |  |            |            |
|  |                     |                    |                          |       |                    |                    |  |  |                |                |  |  |            |            |
|  | Arminia Bielefeld   | 3                  |                          |       |                    |                    |  |  |                |                |  |  |            |            |
|  | Arminia Bielefeld   | 3                  |                          |       |                    |                    |  |  |                |                |  |  |            |            |
|  | Friburgo            | 1                  |                          |       |                    |                    |  |  |                |                |  |  |            |            |
|  | Friburgo            | 1                  | Arminia Bielefeld        | 2     |                    |                    |  |  |                |                |  |  |            |            |
|  |                     |                    |                          | 2     |                    |                    |  |  |                |                |  |  |            |            |
|  |                     | Werder Bremen      | 1                        |       |                    |                    |  |  |                |                |  |  |            |            |
|  | Werder Bremen       | Werder Bremen      | 1                        | 1     |                    |                    |  |  |                |                |  |  |            |            |
|  | Werder Bremen       |                    |                          | 1     |                    |                    |  |  |                |                |  |  |            |            |
|  | Darmstadt 98        | 0                  |                          |       |                    |                    |  |  |                |                |  |  |            |            |
|  | Darmstadt 98        | 0                  | Arminia Bielefeld        | 2     |                    |                    |  |  |                |                |  |  |            |            |
|  |                     |                    |                          | 2     |                    |                    |  |  |                |                |  |  |            |            |
|  |                     | Bayer Leverkusen   | 1                        |       |                    |                    |  |  |                |                |  |  |            |            |
|  | Bayern Múnich       | Bayer Leverkusen   | 1                        | 0     |                    |                    |  |  |                |                |  |  |            |            |
|  | Bayern Múnich       |                    |                          | 0     |                    |                    |  |  |                |                |  |  |            |            |
|  | Bayer Leverkusen    | 1                  |                          |       |                    |                    |  |  |                |                |  |  |            |            |
|  | Bayer Leverkusen    | 1                  | Bayer Leverkusen (t. s.) | 3     |                    |                    |  |  |                |                |  |  |            |            |
|  |                     |                    |                          | 3     |                    |                    |  |  |                |                |  |  |            |            |
|  |                     | Colonia            | 2                        |       |                    |                    |  |  |                |                |  |  |            |            |
|  | Colonia (t. s.)     | Colonia            | 2                        | 2     |                    |                    |  |  |                |                |  |  |            |            |
|  | Colonia (t. s.)     |                    |                          | 2     |                    |                    |  |  |                |                |  |  |            |            |
|  | Hertha Berlín       | 1                  |                          |       |                    |                    |  |  |                |                |  |  |            |            |
|  | Hertha Berlín       | 1                  | Arminia Bielefeld        | 2     |                    |                    |  |  |                |                |  |  |            |            |
|  |                     |                    |                          | 2     |                    |                    |  |  |                |                |  |  |            |            |
|  |                     | Stuttgart          | 4                        |       |                    |                    |  |  |                |                |  |  |            |            |
|  | Jahn Ratisbona      | Stuttgart          | 4                        | 0     |                    |                    |  |  |                |                |  |  |            |            |
|  | Jahn Ratisbona      |                    |                          | 0     |                    |                    |  |  |                |                |  |  |            |            |
|  | Stuttgart           | 3                  |                          |       |                    |                    |  |  |                |                |  |  |            |            |
|  | Stuttgart           | 3                  | Stuttgart                | 1     |                    |                    |  |  |                |                |  |  |            |            |
|  |                     |                    |                          | 1     |                    |                    |  |  |                |                |  |  |            |            |
|  |                     | Augsburgo          | 0                        |       |                    |                    |  |  |                |                |  |  |            |            |
|  | Karlsruher          | Augsburgo          | 0                        | 2 (4) |                    |                    |  |  |                |                |  |  |            |            |
|  | Karlsruher          |                    |                          | 2 (4) |                    |                    |  |  |                |                |  |  |            |            |
|  | Augsburgo           | 2 (5)              |                          |       |                    |                    |  |  |                |                |  |  |            |            |
|  | Augsburgo           | 2 (5)              | Stuttgart                | 3     |                    |                    |  |  |                |                |  |  |            |            |
|  |                     |                    |                          | 3     |                    |                    |  |  |                |                |  |  |            |            |
|  |                     | RB Leipzig         | 1                        |       |                    |                    |  |  |                |                |  |  |            |            |
|  | RB Leipzig          | RB Leipzig         | 1                        | 3     |                    |                    |  |  |                |                |  |  |            |            |
|  | RB Leipzig          |                    |                          | 3     |                    |                    |  |  |                |                |  |  |            |            |
|  | Eintracht Fráncfort | 0                  |                          |       |                    |                    |  |  |                |                |  |  |            |            |
|  | Eintracht Fráncfort | 0                  | RB Leipzig               | 1     |                    |                    |  |  |                |                |  |  |            |            |
|  |                     |                    |                          | 1     |                    |                    |  |  |                |                |  |  |            |            |
|  |                     | Wolfsburgo         | 0                        |       |                    |                    |  |  |                |                |  |  |            |            |
|  | Wolfsburgo          | Wolfsburgo         | 0                        | 3     |                    |                    |  |  |                |                |  |  |            |            |
|  | Wolfsburgo          |                    |                          | 3     |                    |                    |  |  |                |                |  |  |            |            |
|  | Hoffenheim          | 0                  |                          |       |                    |                    |  |  |                |                |  |  |            |            |
|  | Hoffenheim          | 0                  |                          |       |                    |                    |  |  |                |                |  |  |            |            |

### Octavos de final
El sorteo de los octavos de final se celebró el 3 de noviembre de 2024 con André Schnura y Rudi Völler sorteando los partidos. Ocho partidos tuvieron lugar el 3 y 4 de diciembre de 2024.
| 3 de diciembre de 2024 | Arminia Bielefeld                          | 3:1 (2:0)                     | Friburgo        | SchücoArena, Bielefeld                                       |                                                              |
| 18:00                  | Lannert 28' · Kania 36' (pen.) · Oppie 81' | DFB Reporte Soccerway Reporte | Gregoritsch 63' | Asistencia: 26 311 espectadores Árbitro(s): Frank Willenborg | Asistencia: 26 311 espectadores Árbitro(s): Frank Willenborg |

| 3 de diciembre de 2024 | Jahn Ratisbona | 0:3 (0:2)                     | Stuttgart                              | Jahnstadion Regensburg, Ratisbona                              |                                                                |
| 18:00                  |                | DFB Reporte Soccerway Reporte | Millot 10' · Chase 19' · Woltemade 61' | Asistencia: 15 210 espectadores Árbitro(s): Florian Badstübner | Asistencia: 15 210 espectadores Árbitro(s): Florian Badstübner |

| 3 de diciembre de 2024 | Bayern Múnich | 0:1 (0:0)                     | Bayer Leverkusen | Allianz Arena, Múnich                                   |                                                         |
| 20:45                  |               | DFB Reporte Soccerway Reporte | Tella 69'        | Asistencia: 75 000 espectadores Árbitro(s): Harm Osmers | Asistencia: 75 000 espectadores Árbitro(s): Harm Osmers |

| 3 de diciembre de 2024 | Werder Bremen | 1:0 (0:0)                     | Darmstadt 98 | Weserstadion, Bremen                                        |                                                             |
| 20:45                  | Jung 90+4'    | DFB Reporte Soccerway Reporte |              | Asistencia: 40 000 espectadores Árbitro(s): Martin Petersen | Asistencia: 40 000 espectadores Árbitro(s): Martin Petersen |

| 4 de diciembre de 2024 | Colonia                                           | 2:1 (1:1, 1:1) (t. s.)        | Hertha Berlín   | RheinEnergieStadion, Colonia                               |                                                            |
| 18:00                  | Niederlechner 30' (a.g.) · Ljubičić 120+1' (pen.) | DFB Reporte Soccerway Reporte | Maza 12' (pen.) | Asistencia: 50 000 espectadores Árbitro(s): Tobias Reichel | Asistencia: 50 000 espectadores Árbitro(s): Tobias Reichel |

| 4 de diciembre de 2024 | Wolfsburgo                          | 3:0 (0:0)                     | Hoffenheim | Volkswagen-Arena, Wolfsburgo                                |                                                             |
| 18:00                  | Vavro 63' · Wind 67' · Gerhardt 85' | DFB Reporte Soccerway Reporte |            | Asistencia: 13 909 espectadores Árbitro(s): Daniel Schlager | Asistencia: 13 909 espectadores Árbitro(s): Daniel Schlager |

| 4 de diciembre de 2024 | RB Leipzig                  | 3:0 (1:0)                     | Eintracht Fráncfort | Red Bull Arena, Leipzig                                    |                                                            |
| 20:45                  | Šeško 31' · Openda 50', 58' | DFB Reporte Soccerway Reporte |                     | Asistencia: 37 187 espectadores Árbitro(s): Sven Jablonski | Asistencia: 37 187 espectadores Árbitro(s): Sven Jablonski |

| 4 de diciembre de 2024 | Karlsruher                                     | 2:2 (1:1, 0:1) (t. s.)(4:5 p.) | Augsburgo                                          | Wildparkstadion, Karlsruhe                                 |                                                            |
| 20:45                  | Schleusener 54' · Wanitzek 111'                | DFB Reporte Soccerway Reporte  | Essende 40' · Vargas 120+3'                        | Asistencia: 28 422 espectadores Árbitro(s): Tobias Stieler | Asistencia: 28 422 espectadores Árbitro(s): Tobias Stieler |
|                        |                                                | Tiros desde el punto penal     |                                                    |                                                            |                                                            |
|                        | Wanitzek · Hunziker · Beifus · Herold · Heußer |                                | Tietz · Schlotterbeck · Vargas · Rexhbeçaj · Bauer |                                                            |                                                            |

### Cuartos de final
El sorteo de los cuartos de final se celebró el 15 de diciembre de 2024 con Julian Köster sorteando los partidos. Cuatro partidos tuvieron lugar entre el 4 y 26 de febrero de 2025.
| 4 de febrero de 2025 | Stuttgart | 1:0 (1:0)                     | Augsburgo | MHPArena, Stuttgart                                          |                                                              |
| 20:45                | Undav 30' | DFB Reporte Soccerway Reporte |           | Asistencia: 59 000 espectadores Árbitro(s): Sascha Stegemann | Asistencia: 59 000 espectadores Árbitro(s): Sascha Stegemann |

| 5 de febrero de 2025 | Bayer Leverkusen                 | 3:2 (2:2, 0:1) (t. s.)        | Colonia                  | BayArena, Leverkusen                                         |                                                              |
| 20:45                | Schick 61', 90+6' · Boniface 98' | DFB Reporte Soccerway Reporte | Downs 45+10' · Maina 54' | Asistencia: 30 210 espectadores Árbitro(s): Frank Willenborg | Asistencia: 30 210 espectadores Árbitro(s): Frank Willenborg |

| 25 de febrero de 2025 | Arminia Bielefeld              | 2:1 (2:0)                     | Werder Bremen | SchücoArena, Bielefeld                                      |                                                             |
| 20:45                 | Wörl 35' · Malatini 41' (a.g.) | DFB Reporte Soccerway Reporte | Burke 56'     | Asistencia: 26 311 espectadores Árbitro(s): Robert Hartmann | Asistencia: 26 311 espectadores Árbitro(s): Robert Hartmann |

| 26 de febrero de 2025 | RB Leipzig       | 1:0 (0:0)                     | Wolfsburgo | Red Bull Arena, Leipzig                                    |                                                            |
| 20:45                 | Šeško 69' (pen.) | DFB Reporte Soccerway Reporte |            | Asistencia: 35 000 espectadores Árbitro(s): Tobias Reichel | Asistencia: 35 000 espectadores Árbitro(s): Tobias Reichel |

### Semifinales
El sorteo de las semifinales se celebró el 2 de marzo de 2025 con Gerald Asamoah sorteando los partidos. Los dos partidos tuvieron lugar el 1 y 2 de abril de 2025.
| 1 de abril de 2025 | Arminia Bielefeld       | 2:1 (2:1)                     | Bayer Leverkusen | SchücoArena, Bielefeld                                  |                                                         |
| 20:45              | Wörl 20' · Großer 45+3' | DFB Reporte Soccerway Reporte | Tah 17'          | Asistencia: 26 601 espectadores Árbitro(s): Harm Osmers | Asistencia: 26 601 espectadores Árbitro(s): Harm Osmers |

| 2 de abril de 2025 | Stuttgart                                 | 3:1 (1:0)                     | RB Leipzig | MHPArena, Stuttgart                                        |                                                            |
| 20:45              | Stiller 5' · Woltemade 57' · Leweling 73' | DFB Reporte Soccerway Reporte | Šeško 62'  | Asistencia: 60 000 espectadores Árbitro(s): Sven Jablonski | Asistencia: 60 000 espectadores Árbitro(s): Sven Jablonski |

### Final
| 24 de mayo de 2025 | Arminia Bielefeld               | 2:4 (0:3)                     | Stuttgart                                   | Estadio Olímpico, Berlín                                      |                                                               |
| 20:00              | Kania 82' · Vagnoman 85' (a.g.) | DFB Reporte Soccerway Reporte | Woltemade 15' · Millot 22', 66' · Undav 28' | Asistencia: 74 036 espectadores Árbitro(s): Christian Dingert | Asistencia: 74 036 espectadores Árbitro(s): Christian Dingert |

| 1          | Guardameta     | Jonas Kersken       |     |
| 2          | Defensa        | Felix Hagmann       | 46' |
| 19         | Defensa        | Maximilian Großer   |     |
| 23         | Defensa        | Leon Schneider      |     |
| 4          | Defensa        | Louis Oppie         |     |
| 21         | Centrocampista | Stefano Russo       |     |
| 6          | Centrocampista | Mael Corboz         |     |
| 8          | Centrocampista | Sam Schreck         | 46' |
| 37         | Delantero      | Noah Sarenren Bazee | 59' |
| 38         | Delantero      | Marius Wörl         | 83' |
| 11         | Delantero      | Joel Grodowski      | 80' |
| Entrenador | Entrenador     | Michél Kniat        |     |

| 33         | Guardameta     | Alexander Nübel        |     |
| 4          | Defensa        | Josha Vagnoman         |     |
| 14         | Defensa        | Luca Jaquez            |     |
| 24         | Defensa        | Jeff Chabot            | 76' |
| 7          | Defensa        | Maximilian Mittelstädt |     |
| 16         | Centrocampista | Atakan Karazor         |     |
| 6          | Centrocampista | Angelo Stiller         | 87' |
| 8          | Centrocampista | Enzo Millot            | 69' |
| 26         | Centrocampista | Deniz Undav            |     |
| 27         | Centrocampista | Chris Führich          | 69' |
| 11         | Delantero      | Nick Woltemade         |     |
| Entrenador | Entrenador     | Sebastian Hoeneß       |     |

| 24 | Defensa        | Christopher Lannert | 46' |
| 30 | Delantero      | Isaiah Young        | 46' |
| 3  | Defensa        | Joel Felix          | 59' |
| 7  | Delantero      | Julian Kania        | 80' |
| 13 | Centrocampista | Lukas Kunze         | 83' |

| 3  | Defensa        | Ramon Hendriks    | 69' |
| 9  | Delantero      | Ermedin Demirović | 69' |
| 29 | Defensa        | Finn Jeltsch      | 76' |
| 28 | Centrocampista | Nikolas Nartey    | 87' |

| Anotado           | 82' | Julian Kania   | 1–4 |
| Anotado · Autogol | 85' | Josha Vagnoman | 2–4 |

| Anotado | 15' | Nick Woltemade | 0–1 |
| Anotado | 22' | Enzo Millot    | 0–2 |
| Anotado | 28' | Deniz Undav    | 0–3 |
| Anotado | 66' | Enzo Millot    | 0–4 |

| Amonestado | 25' | Noah Sarenren Bazee |
| Amonestado | 53' | Leon Schneider      |
| Amonestado | 90' | Joel Felix          |

| Amonestado | 27' | Josha Vagnoman |
| Amonestado | 67' | Enzo Millot    |

| Árbitro             | Christian Dingert        |
| Árbitros asistentes | Benedikt Kempkes         |
| Árbitros asistentes | Nikolai Kimmeyer         |
| Cuarto árbitro      | Robert Hartmann          |
| Quinto árbitro      | Sascha Thielert          |
| VAR                 | Benjamin Brand           |
| Asistente VAR       | Felix-Benjamin Schwermer |

| 1          | Guardameta     | Jonas Kersken       |     |
| 2          | Defensa        | Felix Hagmann       | 46' |
| 19         | Defensa        | Maximilian Großer   |     |
| 23         | Defensa        | Leon Schneider      |     |
| 4          | Defensa        | Louis Oppie         |     |
| 21         | Centrocampista | Stefano Russo       |     |
| 6          | Centrocampista | Mael Corboz         |     |
| 8          | Centrocampista | Sam Schreck         | 46' |
| 37         | Delantero      | Noah Sarenren Bazee | 59' |
| 38         | Delantero      | Marius Wörl         | 83' |
| 11         | Delantero      | Joel Grodowski      | 80' |
| Entrenador | Entrenador     | Michél Kniat        |     |

| 33         | Guardameta     | Alexander Nübel        |     |
| 4          | Defensa        | Josha Vagnoman         |     |
| 14         | Defensa        | Luca Jaquez            |     |
| 24         | Defensa        | Jeff Chabot            | 76' |
| 7          | Defensa        | Maximilian Mittelstädt |     |
| 16         | Centrocampista | Atakan Karazor         |     |
| 6          | Centrocampista | Angelo Stiller         | 87' |
| 8          | Centrocampista | Enzo Millot            | 69' |
| 26         | Centrocampista | Deniz Undav            |     |
| 27         | Centrocampista | Chris Führich          | 69' |
| 11         | Delantero      | Nick Woltemade         |     |
| Entrenador | Entrenador     | Sebastian Hoeneß       |     |

| 24 | Defensa        | Christopher Lannert | 46' |
| 30 | Delantero      | Isaiah Young        | 46' |
| 3  | Defensa        | Joel Felix          | 59' |
| 7  | Delantero      | Julian Kania        | 80' |
| 13 | Centrocampista | Lukas Kunze         | 83' |

| 3  | Defensa        | Ramon Hendriks    | 69' |
| 9  | Delantero      | Ermedin Demirović | 69' |
| 29 | Defensa        | Finn Jeltsch      | 76' |
| 28 | Centrocampista | Nikolas Nartey    | 87' |

| Anotado           | 82' | Julian Kania   | 1–4 |
| Anotado · Autogol | 85' | Josha Vagnoman | 2–4 |

| Anotado | 15' | Nick Woltemade | 0–1 |
| Anotado | 22' | Enzo Millot    | 0–2 |
| Anotado | 28' | Deniz Undav    | 0–3 |
| Anotado | 66' | Enzo Millot    | 0–4 |

| Amonestado | 25' | Noah Sarenren Bazee |
| Amonestado | 53' | Leon Schneider      |
| Amonestado | 90' | Joel Felix          |

| Amonestado | 27' | Josha Vagnoman |
| Amonestado | 67' | Enzo Millot    |

| Árbitro             | Christian Dingert        |
| Árbitros asistentes | Benedikt Kempkes         |
| Árbitros asistentes | Nikolai Kimmeyer         |
| Cuarto árbitro      | Robert Hartmann          |
| Quinto árbitro      | Sascha Thielert          |
| VAR                 | Benjamin Brand           |
| Asistente VAR       | Felix-Benjamin Schwermer |

| DFB Pokal Trophy             |
|                              |
| Campeón Stuttgart 4.º título |

## Máximos goleadores
| Rank | Futbolista         | Club                | Goles |
| ---- | ------------------ | ------------------- | ----- |
| 1    | Nick Woltemade     | VfB Stuttgart       | 5     |
| 2    | Patrik Schick      | Bayer Leverkusen    | 4     |
| 2    | Benjamin Šeško     | RB Leipzig          | 4     |
| 4    | Maximilian Breunig | 1. FC Heidenheim    | 3     |
| 4    | Hugo Ekitike       | Eintracht Frankfurt | 3     |
| 4    | Samuel Essende     | FC Augsburg         | 3     |
| 4    | Jamal Musiala      | Bayern Munich       | 3     |
| 4    | Loïs Openda        | RB Leipzig          | 3     |
| 4    | Keke Topp          | Werder Bremen       | 3     |
| 4    | Marius Wörl        | Arminia Bielefeld   | 3     |